# Strašice, Rokycany
Strašice là một làng thuộc huyện Rokycany, vùng Plzeňský, Cộng hòa Séc.